# Acanthostepheia malmgreni
Acanthostepheia malmgreni är en kräftdjursart som först beskrevs av Goës 1866.  Acanthostepheia malmgreni ingår i släktet Acanthostepheia och familjen Oedicerotidae. Inga underarter finns listade i Catalogue of Life.